# Wicked (Ice Cube)
Wicked è un singolo del rapper statunitense Ice Cube, il secondo estratto dal terzo album in studio The Predator e pubblicato nel 1992.

## La canzone
Quarta traccia dell'album, il testo di Wicked è stato composto dallo stesso Ice Cube insieme a Don Jaguar, mentre la base musicale, curata da Torcha Chamba insieme a Ice Cube, è caratterizzata da quattro campionamenti: Funky Worm degli Ohio Players, Welcome to the Terrordome e Can Truss It dei Public Enemy e Looseys dei Das EFX.

## Cover
Nel 1996 i Korn realizzarono una reinterpretazione di Wicked insieme al cantante dei Deftones Chino Moreno e la inserirono nella lista tracce del loro secondo album in studio Life Is Peachy.

## Tracce
CD promozionale (Stati Uniti), CD singolo (Stati Uniti), MC (Stati Uniti), 12" (Stati Uniti)
1. Wicked (Radio) – 3:52 (testo: Ice Cube, Don Jaguar – musica: Torcha Chamba, Ice Cube)
2. Wicked (Instrumental) – 3:52 (musica: Torcha Chamba, Ice Cube)
3. U Ain't Gonna Take My Life (LP Version) – 4:01 (testo: Ice Cube – musica: Mr. Woody)
4. U Ain't Gonna Take My Life (Instrumental) – 4:01 (musica: Mr. Woody)
5. Wicked (LP Version) – 3:52 (testo: Ice Cube, Don Jaguar – musica: Torcha Chamba, Ice Cube)

CD singolo (Regno Unito), 12" (Regno Unito)
1. Wicked (Radio Mix) – 3:52 (testo: Ice Cube, Don Jaguar – musica: Torcha Chamba, Ice Cube)
2. We Had to Tear This M.F. Up – 4:23 (Ice Cube)
3. The Wrong Nigga to F*** Wit – 2:51 (Ice Cube)
4. Wicked (Instrumental) – 3:52 (musica: Torcha Chamba, Ice Cube)

12" (Regno Unito)
- Lato A

1. Wicked (Radio Version) – 3:57 (testo: Ice Cube, Don Jaguar – musica: Torcha Chamba, Ice Cube)
2. Wicked (Instrumental) – 3:58 (musica: Torcha Chamba, Ice Cube)

- Lato B

1. Wicked (Album Version) – 3:57 (testo: Ice Cube, Don Jaguar – musica: Torcha Chamba, Ice Cube)